# 島屋
島屋（しまや）は、大阪府大阪市此花区にある町名。現行行政地名は島屋一丁目および島屋六丁目。

## 地理
此花区の西部に位置し、東に春日出北・春日出中・春日出南、西に桜島・北港、北東に酉島と接している。

### 河川
- 正蓮寺川

## 歴史
元は西成郡島屋新田・恩貴島新田・南新田のそれぞれ一部。
宝暦年間（1751年-1763年）に島屋市兵衛によって新田開発が行われた。町名は島屋の屋号に由来する。

### 沿革
- 1889年（明治22年）4月1日 町村制施行により、西成郡川北村大字島屋新田・恩貴島新田・南新田となる。
- 1897年（明治30年）4月1日 大阪市へ編入され、西区川北大字島屋・恩貴島・南となる。
- 1900年（明治33年） 西区島屋町・恩貴島南之町（正蓮寺川以北は恩貴島北之町）・川岸町に改編。
- 1925年（大正14年）4月1日 新設の此花区へ転属。
- 1926年（大正15年） 川岸町を同町1 - 3丁目に改編。
- 1975年（昭和50年） 川岸町2丁目の全域、島屋町・川岸町3丁目のそれぞれ北港運河以東、恩貴島南之町の西部を島屋1 - 6丁目の現行行政地名に改編（大阪市の地名参照）。

## 世帯数と人口
2019年（平成31年）3月31日現在の世帯数と人口は以下の通りである。
| 丁目       | 世帯数    | 人口    |
| ---------- | --------- | ------- |
| 島屋一丁目 | 40世帯    | 78人    |
| 島屋二丁目 | 341世帯   | 651人   |
| 島屋三丁目 | 539世帯   | 1,294人 |
| 島屋四丁目 | 45世帯    | 45人    |
| 島屋五丁目 | 0世帯     | 0人     |
| 島屋六丁目 | 1,662世帯 | 4,146人 |
| 計         | 2,627世帯 | 6,214人 |

### 人口の変遷
国勢調査による人口の推移。
| 1995年（平成7年）  | 1,536人 | [ 6 ]  |  |
| 2000年（平成12年） | 1,222人 | [ 7 ]  |  |
| 2005年（平成17年） | 1,718人 | [ 8 ]  |  |
| 2010年（平成22年） | 4,949人 | [ 9 ]  |  |
| 2015年（平成27年） | 6,265人 | [ 10 ] |  |

### 世帯数の変遷
国勢調査による世帯数の推移。
| 1995年（平成7年）  | 603世帯   | [ 6 ]  |  |
| 2000年（平成12年） | 492世帯   | [ 7 ]  |  |
| 2005年（平成17年） | 700世帯   | [ 8 ]  |  |
| 2010年（平成22年） | 2,008世帯 | [ 9 ]  |  |
| 2015年（平成27年） | 2,444世帯 | [ 10 ] |  |

## 事業所
2016年（平成28年）現在の経済センサス調査による事業所数と従業員数は以下の通りである。
| 丁目       | 事業所数  | 従業員数 |
| ---------- | --------- | -------- |
| 島屋一丁目 | 39事業所  | 2,076人  |
| 島屋二丁目 | 18事業所  | 289人    |
| 島屋三丁目 | 47事業所  | 615人    |
| 島屋四丁目 | 56事業所  | 5,342人  |
| 島屋五丁目 | 33事業所  | 2,517人  |
| 島屋六丁目 | 88事業所  | 2,258人  |
| 計         | 281事業所 | 13,097人 |

## 交通

### 鉄道
- 西日本旅客鉄道
桜島線 安治川口駅 - ユニバーサルシティ駅

### 道路
- 北港通

## 施設
- 大阪市立島屋小学校（二丁目）
- 島屋公園（三丁目）
- 島屋西公園（五丁目）
- 島屋南公園（六丁目）
- ユニバーサル・シティウォーク大阪（六丁目）
- ザ パーク フロント ホテル アット ユニバーサル・スタジオ・ジャパン（六丁目）
- ホテル京阪 ユニバーサル・タワー（六丁目）
- ホテル近鉄ユニバーサル・シティ（六丁目）
- 佐川急便 関西支店 大阪営業所（四丁目）
- 新大阪郵便局（四丁目）
- 住友電気工業 大阪製作所（一丁目）
- 日本製鉄 製鋼所（五丁目）
- 生活介護事業所　ぶるうむ此花（三丁目）
- 特別養護老人ホーム　ガーデン天使（四丁目）
- 産土神社（三丁目）
- 本真寺（三丁目）

## その他

### 日本郵便
- 〒554-0024[3]（集配局：此花郵便局[12]）